# Маркос, Димитриос
Димитриос Маркос (греч. Δημητριος Μαρκος; род. 13 сентября 2001, Афины) — греческий пловец, специализирующийся в плавании вольным стилем. Призёр чемпионата Европы 2024 года, двукратный чемпион Средиземноморских игр 2022 года. Участник летних Олимпийских игр 2020 года.

## Карьера
Димитрос Маркос родился 13 сентября 2001 года в Афинах.
В 2021 году принял участие в соревнованиях по плаванию на летних Олимпийских играх в Токио. Принял участие в предварительных заплывах на 200 и 800 метров вольным стилем, а полуфиналы не квалифицировался.
На Средиземноморских играх 2022 года в Алжире, Маркос сумел завоевать две золотые медали и три серебряные. Ему не было равных на дистанции 400 метров вольным стилем, а также в составе эстафетной четвёрки он одержал победу в эстафете 4 по 200 метров вольным стилем.
В 2023 году на молодёжном чемпионате Европы в Дублине грек завоевал две медали: золотую на 200 м вольным стилем и бронзовую на 400 м вольным стилем.
В июне 2024 года на чемпионате Европы, который состоялся в Сербии в Белграде Димитриос завоевал три медали. На дистанциях 400 и 800 метров вольным стилем он стал вторым.